# Coleodactylus natalensis
Coleodactylus natalensis är en ödleart som beskrevs av  Freire 1999. Coleodactylus natalensis ingår i släktet Coleodactylus och familjen geckoödlor. IUCN kategoriserar arten globalt som otillräckligt studerad. Inga underarter finns listade i Catalogue of Life.